# 연극 라면
《연극 라면》은 2015년 11월 5일 대학로 마당세실극장에서 초연 이후, 대학로 김대범 소극장,  대학로 컬쳐씨어터에서 상영을 이어갔다.. 2021년 1월 16일부터  대학로 해피씨어터 로 이전하여 현재까지 오픈런을 달리고 있는 작가 겸 연출가 김두환의 작품이다. 제작사는 엠컬쳐컴퍼니이다. 연극 '라면'은 맛있는 라면을 먹기 위해 물의 양, 강한 화력, 자신이 좋아하는 식재료를 첨가하는 정성이 들어가야 한다는 점을 사랑에 빗댄 이야기다.등장인물들의 학창 시절과 현재를 오가는 이야기를 라면과 비교했다는 점에서 기존 로맨틱코미디 연극과 다른 재미를 맛볼 수 있다.

## 등장인물

### 주요 인물
- 한만수: 훤칠한 키와 훈남 외모. 아버지와 둘이 살며 가난한 학창 시절을 보내지만 언제나밝고 긍정적인 인물. 시험 전날 친구 이경필과 당구를 쳐도 성적은 늘 상위권.대기업에 입사를 하지만, 또 다른 꿈을 이루려 한다.

- 이경필: 전형적인 날라리. 공부보다는 음악과 춤, 그리고 노는게 좋은 만수의 친구.은실을 짝사랑 하지만 만수는 은실과 사귀게 되고, 경필은 은실이의 친구 희선과 사고를 치고만다.

- 고은실: 여고시절 동네에서 유명한 퀸카. 도도하지만 사랑에는 쑥맥이다. 남자고등학교 앞에서 분식집을 하는 방여사의 딸. 가난한 자신의 처지를 들키지 않기 위해 철저히 자신을 감춘다

- 김희선: 은실의 친구. 유일하게 은실의 형편을 하는 희선은 현모양처가 꿈이다. 공부보다는 외모 가꾸기가 전부이며 만수를 짝사랑한다. 하지만 은실에게 만수를 빼앗기고 경필과 사고를 치고만다.

### 그 외 인물
- 방여사: 은실의 엄마. 남학생들의 엉덩이를 툭툭 치며 농담을 주고받는 호탕한 분식집 이모. 일찍 남편을 하늘로 보내고 혼자서 힘들게 자식을 키우는 우리네 엄마. 악착같이 라면을 팔아 모은 돈으로 투자를 하지만 사기를 당한다.

- 멀티맨: 선생님, 희선, 아빠, 잠맨, 은실오빠 등

## 시즌1

### 정보
- 일시: 2015년 11월 5일~ 2015년 12월 31일

- 장소: 대학로 마당세실극장

- 관람등급: 만 14세이상

- 러닝타임: 90분

- 배우

멀티 역: 서태이, 이상민
한만수 역: 한시원, 윤혁진
이경필 역: 김민태, 이경민
방여사, 김희선 역: 방현주, 류현주
고은실 역: 권정현, 한이연
- 사이트: https://cafe.naver.com/playramyeon

## 시즌 2

### 정보
- 일시: 2016년 3월 11일~ 2016년 7월 31일

- 장소: 대학로 마당세실극장

- 관람등급: 만 14세이상

- 러닝타임: 90분

- 배우

멀티 역: 서태이, 이상민
한만수 역: 한시원, 윤혁진
이경필 역: 김민태, 이경민
방여사, 김희선 역: 방현주, 류현주
고은실 역: 권정현, 한이연

## 시즌 3

### 정보
- 일시: 2016년 12월 17일~ 2016년 8월 27일

- 장소: 대학로 김대범 소극장

- 관람등급: 만 12세이상

- 러닝타임: 90분

- 배우

멀티 역: 정의광, 김배경
한만수 역: 최진욱, 김기정
이경필 역: 김진호, 김영민
방여사, 김희선 역: 정민정, 배우리
고은실 역: 설윤희, 한이연

## 시즌 4

### 정보
- 일시: 2020년 4월 4일~ 2021년 1월 31일

- 장소: 대학로 컬쳐씨어터

- 관람등급: 만 11세이상

- 러닝타임: 90분

- 배우

멀티 역: 김동현, 김준영
한만수 역: 지인호, 한종두, 채현우
이경필 역: 이재혁, 박한솔, 남기형
방여사, 김희선 역: 김가현, 최온겸, 서태인
고은실 역: 유승옥, 박은경, 임윤서

## 시즌 5
- 일시:2021 1월 16일 ~ 2021 6월 30일
- 장소: 대학로 해피씨어터
- 관람등급: 만 11세 이상
- 러닝타임: 100분
- 배우

멀티 역: 김동현, 김준영
한만수 역: 지인호, 한종두, 채현우
이경필 역: 이재혁, 박한솔, 남기형
방여사, 김희선 역: 김가현, 최온겸, 서태인
고은실 역: 유승옥, 박은경, 임윤서

## 줄거리
"네 남녀가 만나면서 일어나는 레트로 코믹극". 때는 90년대. 고등학교때부터 만나온 만수와 은실 만수는 잘다니던 직장을 그만두고 라면집을 차리겠다고한다. 은실은 철없는 만수에게 화내며 헤어지자고한다.풋풋하고 생각만해도 떨리는 행복했던 연애 초기는 어디로 가버린걸까? 라면 끓일 때 스프부터 넣어? 면부터 넣어? 남자는 어떻게 그래? 여자는 어떻게 그래? 입장차이가 좁혀지지 않는 남자와 여자 오랜시간 만나온 그들의 끝은?